# Opel 14/30 PS
L’Opel 14/30 PS est une voiture de la catégorie luxueuse construite par Adam Opel KG de 1913 à 1914 pour succéder au modèle 13/30 PS.

## Historique et technologie
Comme sa prédécesseur, la 14/30 PS était aussi une voiture de luxe. Après seulement deux ans de construction, des moteurs délivrant une puissance plus grande tout en conservant la même cylindrée ont été installés. C’est ainsi que furent créées l’Opel 14/34 PS, l’Opel 14/38 PS et enfin l’Opel 14/48 PS. La quatrième étape de l’évolution n’a été interrompue que 11 ans après l’introduction de la 14/30 PS.
Le moteur était un moteur quatre cylindres d’une cylindrée de 3 450 cm³, qui produisait 30 ch (22 kW) à 1 550 tr/min. Le carter moteur était en alliage d’aluminium et le bloc-cylindres était en fonte. Le moteur était refroidi par eau. La puissance du moteur était transmise à l’essieu arrière via un embrayage à cône en cuir, une boîte de vitesses manuelle à quatre vitesses et un arbre à cardan à deux articulations. La vitesse maximale de la voiture était de 70 km/h.
Les deux essieux rigides étaient suspendus au cadre, constitué de profilés en U en acier, par des ressorts à lames trois quarts elliptique. Il n’y avait des freins à bande que sur les roues arrière.
Il y avait cinq styles de carrosserie, un phaéton à deux places, une voiture de tourisme à quatre places, une limousine Pullman quatre portes, un landaulet et un coupé deux portes. En tant que phaéton, la voiture coûtait 9 750 Reichsmark. Les autres variantes étaient plus chères.
À partir de 1915, la puissance passa à 34 ch (25 kW) et la voiture s’appelait désormais 14/34 PS. La vitesse de pointe est restée la même.
Deux ans plus tard, en 1917, il y a eu un nouveau moteur de même taille produisant 38 ch (28 kW). Cependant, cela n’a pas rendu la 14/38 PS plus rapide.
La dernière étape de l’évolution fut atteinte en 1919. Les performances de la nouvelle voiture ont sensiblement augmenté pour atteindre 48 ch (35 kW) à 1 600 tr/min. Pour la première fois, cela incluait également une vitesse de pointe plus élevée de 75 km/h. Cependant, elle était toujours vendue sous le nom de "14/38 PS". Ce n’est que début 1924 qu’elle reçut son propre nom, "14/48 PS".
Fin 1924, la construction de la 14/48 PS est arrêtée. Ce n’est qu’en 1927 qu’apparaissent deux modèles pouvant être considérés comme des successeurs : la PS12/50 PS, plus petite, avec un moteur de 3,1 litres et la 15/60 PS, plus grosse, avec un moteur de 3,9 litres.